# هجوم القنيطرة 2014
هجوم القنيطرة لعام 2014، وأطلق عليه اسم «الوعد الصادق» أو «فالمغيرات صبحا»، كانت عملية عسكرية شنها متمردون سوريون أثناء الحرب الأهلية السورية في محافظة القنيطرة، في محاولة للسيطرة على عدة قطاعات في وسط المحافظة وحول مدينة القنيطرة «بهدف فتح الطريق إلى دمشق.»
يعتبر معبر القنيطرة «بوابة» إلى دمشق من الغرب. وكان استيلاء المتمردين على المعبر يعنى ان المتمردين اكتسبوا السيطرة على قطاع طويل من الحدود مع لبنان (جبال الشيخ) والأردن وخط وقف إطلاق النار في مرتفعات الجولان.

## هجوم المتمردين

### معبر القنيطرة وأزمة موظفي الأمم المتحدة
في 27 أغسطس، سيطر المتمردون على معبر القنيطرة بين سوريا ومرتفعات الجولان التي تحتلها إسرائيل. وقد لقى ما لا يقل عن 20 جنديا و14 متمردا مصرعهم خلال المعركة. وقد استمر القتال في المنطقة في بلدات شمال شرق المعبر، بينما قصفت قوات الدفاع الإسرائيلية موقعين للجيش السوري ردا على ست قذائف هاون سقطت في مرتفعات الجولان التي تحتلها إسرائيل، واصابة ضابط إسرائيلي. وشاركت في القتال جبهة النصرة وأحرار الشام وجماعات متمردة أخرى (بما في ذلك جماعات معتدلة). وفي اليوم التالي، أسر المقاتلون من جبهة النصرة 44–45 من حفظة السلام التابعين للأمم المتحدة وحاصر 75 آخرين، مما أدى إلى قتال بالأسلحة دام أكثر من 7 ساعات. وقد اصطحبت مجموعة من 35 جنديا من الأمم المتحدة بنجاح إلى خارج معسكر الأمم المتحدة في بريقة من قبل زملائهم. وحاول المتمردون اختراق معسكر رويحينة للامم المتحدة، إلا أنه تم صد الهجوم من قبل المدافعين عن الامم المتحدة بدعم من الجيش السوري. وفي نهاية المطاف، تم إجلاء حفظة السلام المتبقين وعددهم 40 فردا خلال ليلة 29 أغسطس، بعد إنشاء وقف لإطلاق النار.

### هجوم ريف القنيطرة
في 4 سبتمبر، أعلن المتمردون عن بدء عملية عسكرية جديدة في ريف القنيطرة، وعلى مدى يومين، تمكن المتمردون من الاستيلاء على بلدة مسحرة، تل مسحرة وسرية الخميسية. قتل 21 متمردا على الأقل منذ بدء العملية. وفقا لما ذكره تشارلز ليستر، فإن الهجوم كان بقيادة الجيش السوري الحر بدعم من جبهة النصرة.
وفي 6 سبتمبر، شن الجيش هجوما مضادا لاستعادة بلدة مسحرة، ولكن يقال إنه فشل. في الوقت نفسه، استولى المتمردون على مستشفى مجدولية الذي كان بمثابة معقل للجيش. أفاد المرصد السوري لحقوق الإنسان بأن ما لا يقل عن 26 جنديا و17 متمردا لقوا مصرعهم في ذلك اليوم في حين أفاد موقع «مصدر» للأنباء الموالية للحكومة أن أكثر من 50 متمردا قتلوا في كمين نصبه أحد الميليشيات الدرزية. زعمت أخبار مصدر أن القوات الحكومية استولت على بلدة نبع الصخر. على الرغم من ذلك، ووفقا لما ذكره أحد المصادر المؤيدة للمعارضة على الأقل، يبدو أن البلدة كانت تحت سيطرة الحكومة قبل شن الهجوم. استولى المتمردون على نبع الصخر في اليوم التالي.
وفي 9 سبتمبر، انسحبت وحدات الجيش السوري من منطقة خان الحلابات، بعد أن تقدم المتمردون إلى هناك. في الوقت نفسه، استولى المتمردون على القول الاستراتيجي للبال، الذي يربط بين محافظتي القنيطرة ودرعا. في وقت لاحق من ذلك اليوم، استولى المتمردون أيضا على المال والطيحة وعقربا وقرية كفر ناسج الحدودية الشرقية الواقعة على مقربة من التل. قتل ثمانية متمردين على الأقل في ذلك اليوم. في هذه المرحلة، وفقا لما ذكرته الجمعية، يسيطر المتمردون على نحو 70 في المائة من القرى والبلدات في محافظة القنيطرة.
وفي 10 سبتمبر، سحب المتمردون في ريف دمشق الغربي مرة أخرى إلى الريف الشمالي لمحافظة درعا بعد المكاسب الأخيرة التي حققها المتمردون. في الوقت نفسه، كان المتمردون يتقدمن نحو ضواحي مدينة البعث، وخان أرنبة، وإلى مدينة القنيطرة المخربة، في حين يقوم الجيش بإرسال تعزيزات إلى مناطق الحارة والصنمين وجدية وزمرين إلى الشرق من الجولان. في اليوم التالي، أطلقت جبهة النصرة جميعها 45 وقوات حفظ السلام التي اختطفتها في 28 أغسطس.
وفي 12 سبتمبر، سيطر المتمردون على قريتي الرواضي والحميدية، في حين كانوا يحاولون أيضا الاستيلاء على بلدتي البعث وخان أرنبة.
وحتى 13 سبتمبر، فقدت الحكومة السورية السيطرة على نحو 80 في المائة من البلدات والقرى في محافظة القنيطرة. بعد يومين، تمكن المتمردون من الاستيلاء بشكل كامل على الجانب الخاضع لسيطرة سوريا من الجولان. وفي الوقت نفسه، اضطرت الأمم المتحدة إلى سحب المئات من حفظة السلام إلى القطاع الذي تحتله إسرائيل في الجولان. ووفقا للسفير السوري بشار الجعفري، فقد سيطر المتمردون على قواعدهم وأسلحتهم ومركباتهم.
وفي 18 سبتمبر، استولى الثوار على منطقة دير العدس في محافظة درعا شرقي كفر ناسج، بعد أن انسحب الجيش منها.
وفي 23 سبتمبر، أعلن الثوار بدء معركة «نصر من الله وفتح قريب»، مستهدفين تلال وقاعدتين لهما علاقة باللواء 90. وكان هدفهم هو السيطرة الكاملة على ريف القنيطرة والحصار المفروض على بلدتي خان أرنبة والبعث. وفي اليوم نفسه، أسقط الجيش الإسرائيلي طائرة مقاتلة سورية تسللت إلى المجال الجوي الإسرائيلي. توفي الطيار في وقت لاحق من ذلك اليوم، بينما قتل ما لا يقل عن 16 متمردا حول قرية تارانيا في ريف القنيطرة الشمالية. فشل هجوم المتمردين وانتهى بعد ذلك بفترة وجيزة.

## بعد
في 14 أكتوبر، أعلن متمردون من «غرفة عمليات فجر التوحيد–غرفة الفيلق الأول» بدء معركة «القصاص العادل»، التي هدفت إلى الاستيلاء على تل كروم، وبلدة جبا، وسرية منط الفرس، والحاجز الرباعي، والمدرسة الشرعية التي يسيطر عليها الجيش. وقد فشلت هذه العملية المتمردة أيضا في تحقيق أهدافها.
وفي 21 أكتوبر، شن الجيش هجوما مضادا على قريتي الصمدانية والحميدية بين وصول تعزيزات عسكرية جديدة في محاولة لاستعادة السيطرة على هذه المنطقة. وفقا للمصدر، استعادت القوات الموالية للحكومة السامانية واقتحمت دفاعات المتمردين في الحميدية، حيث وقعت اشتباكات عنيفة عندما كان الجيش يتقدم إلى القرية. أدى القتال إلى مقتل قائد في لواء للمتمردين وأربعة متمردين آخرين.